# ザクセンリンク
ザクセンリンク（Sachsenring）は、ドイツのザクセン州ケムニッツ近郊にあるサーキット。1937年建造。1998年よりロードレース世界選手権ドイツグランプリが開催されている。

## 概要

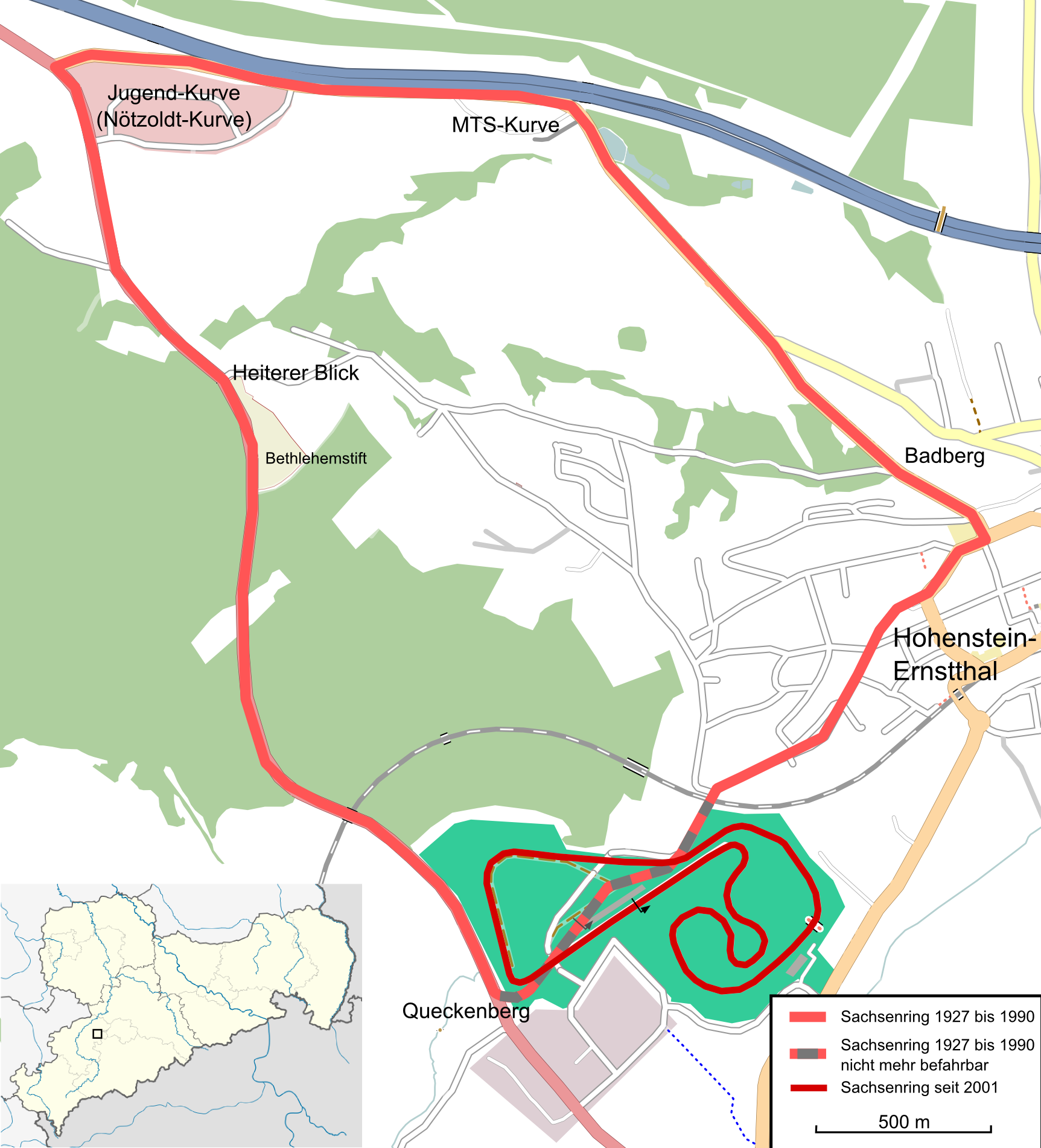
旧公道コースと新サーキットの位置関係

旧東ドイツ領域にあり、元々は約8.6kmの公道を利用したコースだった。1961年にオープン。その後、重大事故が多発し、1972年に閉鎖。1996年に現在地に新サーキットが建設された。
当初はMotoGP最高峰クラスでも平均時速が140kmほどの超低速サーキットであったが、2000年から2003年に段階的に高速化が図られた。しかしそれでも最高峰クラス平均時速は160kmほどであり、MotoGP開催サーキットの中ではアメリカGP開催地のラグナ・セカと並ぶ超低速コースである。
現在の1周距離は3.671km。左コーナー10、右コーナー3の13コーナー。最大直線長は780m。コース前半は細かいヘアピンや180°ターンなどの小さいコーナーが連続するが、後半は3本の直線を中速コーナーで繋いだような高速型のレイアウトとなる。高速区間入り口の11コーナーは、ブラインドの超高速右コーナーであり、左コーナーが続いたためタイヤの右サイドの温度が下がってしまい、エッジグリップが低下して転倒する危険がある。ここを抜けると一気の下り坂となり12コーナーへと向かう。12コーナーと最終13コーナーへの侵入がオーバーテイクポイントとなる。
低速サーキットであり、マシン性能の差が大きくつかない事もあってレースは毎年混戦模様となる。左回りのコースを得意にするマルク・マルケスは、このサーキットで3クラス11レース連続優勝（125ccが1回、Moto2が2回、MotoGPが8回、2010-2019年は10年連続ポール・トゥ・ウィン）という驚異的な成績を残している。